# Werner Lorenz (historien)
Ne doit pas être confondu avec Werner Lorenz.
Pour les articles homonymes, voir Lorenz.
Werner Lorenz (né le 1er février 1953 à Osnabrück) est un ingénieur civil allemand et historien de la technologie de la construction. Il occupe la chaire d'histoire de l'ingénierie des structures et de la préservation des structures au BTU Cottbus-Senftenberg (de), où il est professeur honoraire d'histoire de l'ingénierie des structures depuis sa retraite. De 1999 à 2018, il est également directeur général de la société d'ingénierie berlinoise Lorenz & Co. (depuis 2018 Dr. Fischer & Co.)

## Biographie
Lorenz est le deuxième des cinq enfants d'un interniste. Après avoir obtenu son diplôme d'études secondaires dans la branche des langues anciennes du lycée Carolinum d'Osnabrück (de) en 1971, il étudie l'ingénierie civile avec une spécialisation en statique et en construction de bâtiments à l'Université technique de Berlin et, à partir de 1974, il y est assistant de recherche dans les départements de mécanique auprès de Peter Gummert et statique des constructions avec Gebhard Hees (de). Dans cette dernière, il rédige son mémoire de diplôme dans le domaine des éléments finis en 1980 et travaille ensuite comme ingénieur en structures dans un bureau d'ingénierie à Berlin jusqu'en 1984. À partir de 1983, il acquit un savoir-faire artisanal pour compléter ses connaissances en ingénierie en reconstruisant de ses propres mains une vieille ferme détruite en Italie.
La participation à un séminaire sur « De l'utilité et de l'inconvénient des études historiques pour la vie » de Nietzsche à l'Université libre de Berlin donne l'impulsion à un examen intensif du contexte historique du génie civil. Parallèlement, son travail en tant qu'assistant de recherche auprès de Klaus Dierks au département d'ingénierie des structures de la Faculté d'architecture de la TU Berlin entre 1984 et 1989 aiguise la conscience de Lorenz des dimensions esthétiques des structures de bâtiment.
En 1988, il enseigne en tant que conférencier invité du DAAD à la célèbre École nationale des ponts et chaussées de Paris. Parallèlement, Lorenz rédige sa thèse sur le thème "Construire en fer dans la région de Berlin 1797-1850", avec laquelle il obtient son doctorat en ingénierie en 1992 à la TU de Berlin sous la direction de Klaus Dierks. L'ouvrage, qui reçoit la mention « Summa cum laude », est ensuite publié sous forme de livre sous le titre « La construction en tant qu'œuvre d'art ».
En 1993, Werner Lorenz est nommé premier professeur universitaire d'histoire de la construction en Allemagne à l'Université technique brandebourgeoise de Cottbus-Senftenberg (de) (BTU). Son intégration précoce du traitement des structures d'ingénierie historiques dans l'enseignement est également formellement prise en compte dix ans plus tard lorsque la chaire est rebaptisée « Histoire de l'ingénierie des structures et de la préservation des structures ». Depuis sa retraite à l'automne 2018, il est professeur honoraire d'histoire de la construction au BTU Cottbus-Senftenberg. À l'occasion de son départ à la retraite, le colloque Les langages de construction : Un modèle de périodisation pertinent? a lieu les 27 et 28 septembre 2018 à la centrale diesel de Cottbus. a lieu, dont la version écrite est présentée fin 2020 dans le tome 5 de la série Valeurs culturelles et techniques des bâtiments historiques éditée par Klaus Rheidt (de) et Werner Lorenz.
Outre ses études universitaires, Werner Lorenz travaille régulièrement depuis le milieu des années 1980 comme ingénieur en construction et expert. Le premier bureau est fondé en 1996, à partir duquel le Prof. Dr. Lorenz & Co Bauingenieure GmbH voit le jour. Depuis le départ de Lorenz de la direction à l'automne 2018, le bureau de planification spécialisé dans la modernisation et la réparation d'ouvrages d'art classés est dirigé par son ancien associé Michael Fischer sous le nom de Dr. Fischer & Co
Le pionnier de l'histoire de la technologie de la construction dans le paysage de la recherche allemand est également l'un des principaux représentants internationaux de la discipline connue sous le nom d' histoire de la construction. En 2009, sa chaire organise la 3e Congrès International d'Histoire de la Construction.
Les premiers bâtiments en fer et en acier déterminent largement le travail de Werner Lorenz en tant que chercheur et ingénieur. En outre, il se consacre également à de nombreux autres domaines de la construction technique et au contexte associé, de l'Antiquité à la modernité. En 2019, la Fondation allemande pour la recherche le nomme coordinateur du programme prioritaire DFG 2255 "Construction du patrimoine culturel - Bases d'une préservation des monuments basée sur l'ingénierie et en réseau pour le patrimoine structurel de la haute modernité", dans lequel les sciences historiques, le génie civil et les monuments la préservation sont à réunir.
Werner Lorenz est président et membre du conseil consultatif de nombreux comités, notamment président de la Fondation à but non lucratif Vera-Gerdau. Depuis 2007, il organise avec Karl-Eugen Kurrer la série de conférences « Pratiques et potentiels de l'histoire de l'ingénierie des structures » au Musée allemand des techniques de Berlin

## Publications (sélection)
- Konstruktion als Kunstwerk. Bauen mit Eisen in Berlin und Potsdam 1797–1850. Berlin: Gebr. Mann Verlag, 1995.  (ISBN 3-7861-1774-8).
- 200 Jahre Stahlbau in Berlin – Zum Umgang mit Altbauten in Eisen und Stahl. Dans: Stahlbau (de). 66, Heft 6, 1997, p. 289–290
- avec Carsten Seifert et Harald Bodenschatz, Das Finowtal im Barnim: Wiege der brandenburgisch-preußischen Industrie. dir. de der Stadt Eberswalde, Berlin; Transit 1998.
- avec B. Szafranski, Ertüchtigung statt Abriß! Dans: G. Wachter, B. Jäger (dir.), Abriß oder Ertüchtigung. Berlin, Vice Versa, 1999,  (ISBN 3-9803212-9-0), p. 93–112.
- avec Torsten Meyer (dir.), Technik und Verantwortung im Nationalsozialismus. (= Cottbuser Studien zur Geschichte von Technik, Arbeit und Umwelt. Band 25). Waxmann, 2004,  (ISBN 3-8309-1407-5), p. 1–18.
- avec Karl-Eugen Kurrer, Volker Wetzk (dir.), Proceedings of the Third International Congress on Construction History: Brandenburg University of Technology Cottbus, Germany, 20th – 24th May 2009. 3 Volumes, Berlin, Neunplus 1, 2009.
- Stahlbau unter Denkmalschutz. Dans: Stahlbau. 80, Heft 6, 2011, p. 377–378.
- abec Christiane Kaiser: Die Fleischbrücke in Nürnberg. (= Historische Wahrzeichen der Ingenieurbaukunst. Volume 9). Berlin, Bundesingenieurkammer, 2011,  (ISBN 978-3-941867-07-9).
- avec Roland May und Jürgen Stritzke: Die Großmarkthalle Leipzig (de). (= Historische Wahrzeichen der Ingenieurbaukunst. Volume 14). Berlin, Bundesingenieurkammer, 2013.
- Das Neue Museum., (= Historische Wahrzeichen der Ingenieurbaukunst. Volume 15). Berlin, Bundesingenieurkammer, 2014.
- Vortrag zum Schinkelfest 2015 Ingenieurbaukunst: Heimkehr. Aufbruch. PDF
- Bautechnikgeschichte in der Ausbildung von Bauingenieuren an deutschsprachigen Hochschulen. (PDF; 389 kB).
- avec Roland May et Hubert Staroste: Ingenieurbauführer Berlin. Petersberg, Michael Imhof Verlag, 2020,  (ISBN 978-3-7319-1029-9).
- avec Bernard Espion: Die Sendehalle von Radio Europe 1 in Berus (= Historische Wahrzeichen der Ingenieurbaukunst. Volume 28). Berlin, Bundesingenieurkammer, 2021,  (ISBN 978-3-941867-38-3).
- avec Sergej G. Fedorov et Bernhard Heres, Eiserne Eremitage. Bauen mit Eisen im Russland der ersten Hälfte des 19. Jahrhunderts. (2 Volumes). Edition Bautechnikgeschichte dir. de Werner Lorenz et Karl-Eugen Kurrer. Berlin, Ernst & Sohn, 2022,  (ISBN 978-3-433-03156-8).